# Фреймане, Лидия Эдуардовна
Ли́дия Эдуа́рдовна Фре́ймане (Фрейман, латыш. Lidija Freimane, в замужестве Пастернак; 1920—1992) — латвийская советская актриса, мастер художественного слова (чтец). Народная артистка СССР (1970). Лауреат двух Сталинских премий третьей степени (1950, 1951).

## Биография
Родилась 6 марта 1920 года (по другим источникам — 4 апреля или 6 апреля) в бессарабском селе Дондюшаны.
В 1921 году семья переехала в Ригу. В 1929—1936 годах училась в Рижской начальной школе № 2, в 1936—1941 годах — в частном коммерческом училище В. Олава. По его окончании работала в Латвийском кредитном банке бухгалтером (1941—1944). В 1944—1945 годах — служанка в хлебопекарне и горничная в гостинице в Оберштауфене (Бавария, Германия).
В сентябре — октябре 1945 года — артистка вспомогательного состава Елгавского театра драмы.
В 1945—1948 годах училась в драматической студии при Государственном театре драмы Латвийской ССР и одновременно работала машинисткой в этом театре.
С 1947 года — актриса Государственном театре драмы Латвийской ССР им. А. Упита (с 1988 года — Латвийский Национальный театр).
Выступала в СССР и за рубежом с чтецкой программой из зонгов Б. Брехта.
Снималась в кино на Рижской киностудии, в том числе в фильме режиссёра Я. Стрейча «Мастер» вместе со своей дочерью Катриной Пастернак.
В 1966—1986 годах — председатель Театрального общества Латвии.
Депутат Верховного Совета Латвийской ССР 6—9-го созывов.
Скончалась 18 января 1992 года в Риге. Похоронена на Лесном кладбище.

### Семья
- Отец — Эдуард Фрейман, бывший офицер интендантской службы в армии Российской империи.
- Мать — Мария Галецкая, молдавская крестьянка.
- Брат — Леонид Фрейманис, балетный танцовщик.
- Первый муж (брак незарегистрирован) — Рудольф Балтайсвилкс (1903—1995), актёр, режиссёр.
- Второй муж — Иосиф (Язеп) Хацкелевич Пастернак (латыш. Jāzeps Pasternaks, 1919—1975), театральный режиссёр, участник войны (командир стрелковой роты 125-го ГСП 43-й гвардейской Латышской стрелковой дивизии). Председатель Художественного фонда. Заслуженный деятель культуры Латвийской ССР.
  - Дочери — Кристина Пастернак (род. 1952) и Катрина Пастернак (род. 1957), актриса.

## Награды и звания
- Заслуженная артистка Латвийской ССР (1954)
- Народная артистка Латвийской ССР (1964)
- Народная артистка СССР (1970)
- Сталинская премия третьей степени (1950) — за исполнение роли Аниты в спектакле «Сын рыбака» В. Т. Лациса
- Сталинская премия третьей степени (1951) — за исполнение роли Ошу Анна в спектакле «Земля зелёная» А. М. Упита
- Орден Трудового Красного Знамени (1980)[6]
- Орден «Знак Почёта» (1956)
- Медали.

## Творчество

### Роли в театре
- 1946 — «Золушка» В. Ардова — Дуся
- 1947 — «Виндзорские насмешницы» У. Шекспира — Фея
- 1948 — «Золотой конь» Я. Райниса — Чёрная мать
- 1948 — «В огне» Р. Блауманиса — Кристина
- 1949 — «Сын рыбака» по роману В. Лациса — Анита
- 1950 — «Илья Головин» С. Михалкова — Лиза
- 1950 — «Земля зелёная» А. Упита — Ошу Анна
- 1951 — «Варвары» М. Горького — Надежда
- 1952 — «Канун грозы» П. Маляревского — Светлова
- 1953 — «Цеплис» по роману П. Розитиса — Берта
- 1954 — «К новому берегу» по роману В. Лациса — Илзе Лидума
- 1955 — «Солдатская шинель» А. Григулиса — Эльга Мелдре
- 1956 — «Чудак» Н. Хикмета — Нихала
- 1957 — «Дама с камелиями» А. Дюма-сына — Маргарита Готье
- 1958 — «Из сладкой бутылки» Р. Блауманиса — Мария
- 1959 — «Гамлет (пьеса)» У. Шекспира — Гертруда
- 1960 — «Чайка» А. Чехова — Аркадина
- 1962 — «Милый лжец» Дж. Килти — Стелла
- 1963 — «Дом Бернарды Альбы» Г. Лорки — Мартирио
- 1963 — «Каменный гость» («Маленькие трагедии») А. Пушкина — Донна Анна
- 1964 — «Небо и Ад» П. Мериме — Клара Гасуль
- 1965 — «Трёхгрошовая опера» Б. Брехта — Дженни-Малина
- 1967 — «Йыннь с острова Кихну — дикий капитан» Ю. Смуула — Манне
- 1968 — «Электра» Софокла — Электра
- 1969 — «Мой милый, мой дорогой» Х. Гулбиса — Эмма
- 1970 — «Шесть персонажей в поисках автора» Л. Пиранделло — Мать
- 1972 — «Дачники» М. Горького — Калерия
- 1975 — «Федра» Ж. Расина — Федра
- 1976 — «Безумный день, или Женитьба Фигаро» П. Бомарше — Марселина
- 1979 — «Ночной сторож и прачка» П. Путниньша — Мать Барбары
- 1980 — «Лев зимой» Дж. Голдмена — Элеонора Аквитанская
- 1981 — «Дойна» И. Друцэ — Вета
- 1984 — «Картина» по Д. Гранину — Астахова
- 1986 — «Вагончик» Н. Павловой — Белова
- 1988 — «Портреты» Х. Маурисио — Беатрис
- 1989 — «Женская сила» А. Бригадере — Трининя
- 1990 — «Три товарища» по роману Э. Ремарка — Залевская
- «Любовь Яровая» К. Тренёва — Любовь Яровая
- «Жаворонки» Х. Гулбиса — Зелма

## Фильмография
- 1955 — К новому берегу — Ольга Лидум
- 1955 — Весенние заморозки — Илзе
- 1956 — Урок истории — женщина
- 1956 — За лебединой стаей облаков — Катрина
- 1958 — Голубая стрела — эпизод
- 1959 — Илзе — Марта Дока
- 1961 — Верба серая цветёт — мать Инты
- 1962 — День без вечера — Гарша
- 1967 — Генерал Рахимов — узница концлагеря
- 1970 — Клав — сын Мартина — Валия
- 1972 — Афера Цеплиса — Саусене
- 1973 — Шах королеве бриллиантов — Алида Грубе
- 1973 — Вей, ветерок! — Орта
- 1976 — Мастер — тётя Лида
- 1976 — Соната над озером — Альвина
- 1979 — Всё из-за этой шальной Паулины — Лизбет
- 1981 — Долгая дорога в дюнах — мать Артура
- 1981 — На грани веков — Дарта
- 1986 — Я хочу твоё фото — зарубежная гостья